# Křivé jezero
Křivé jezero je říční jezero, které vzniklo ze starého ramene Dyje a nachází se mezi jejím tokem a Mlýnským náhonem jižně od Nových Mlýnů a 2 km východně od obce Milovice v okrese Břeclav v Jihomoravském kraji v České republice. Leží v nadmořské výšce 163 m. Má rozlohu 0,5 ha.

## Ochrana přírody
Od roku 1973 je součástí stejnojmenné národní přírodní rezervace o rozloze 116,4 ha, která zahrnuje pravobřežní část dyjské nivy a rozkládá se v katastru obcí Milovice a Nové Mlýny v nadmořské výšce 163 až 165 m.

## Okolní jezera
Dále po proudu Dyje leží ještě její další slepá ramena, jež jsou rovněž chráněnými územími. Jsou to Květné jezero, Kutnar a Mahenovo jezero (Bannwasser).